# No. 7 Squadron RAF
Pour les articles homonymes, voir 7e escadre.

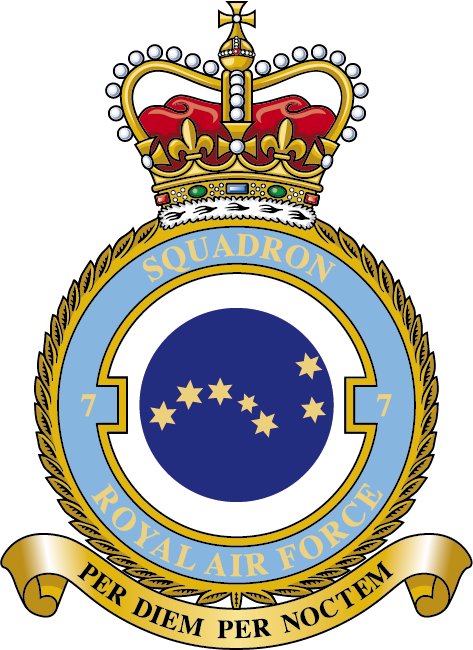
No. 7 Squadron RAF

Le 7e Escadron de la Royal Air Force exploite le Boeing Chinook HC.6 (en) depuis la base d'Odiham dans le Hampshire.

## Histoire

### Formation et premières années
Le 7e Escadron a été créé le 1er mai 1914 sur l'aérodrome de Farnborough (en), dernier escadron du Royal Flying Corps à être formé avant la Première Guerre mondiale. Il a été dissous et reformé à plusieurs reprises depuis, la première fois après seulement trois mois d'existence le 28 septembre 1914. L'escadron a passé la plus grande partie de la Première Guerre mondiale dans des rôles d'observation et d'interception et fut l'auteur de la première interception d'un avion ennemi au-dessus la Grande-Bretagne. Il a déployé en France en avril de 1915 sur Royal Aircraft Factory R.E.5 (en) pour la reconnaissance et Vickers F.B.5 comme chasseurs d'escorte. Le capitaine John Aidan Liddell (en) du 7e Escadron a remporté la Croix de Victoria pour ses actions le 31 juillet 1915, lorsqu'il a poursuivi sa mission de reconnaissance en Belgique après que l'avion, touché par un tir au sol, était gravement endommagé et Liddell souffrant d'une jambe cassée. Bien qu'il ait réussi à ramener le RE5 sur les lignes alliées, sauvant son observateur, il mourut de ses blessures un mois plus tard,.
En 1916, l'escadron est rééquipé de BE2, utilisés à la fois pour le bombardement et la reconnaissance lors de la bataille de la Somme. Les BE2 sont remplacés par RE8 en juillet 1917. Continuant dans le rôle de reconnaissance pour le reste de la guerre, opérant Ypres dans l'été et l'automne de 1917 et dans le soutien des forces belges dans les derniers mois de la guerre, il a été dissout fin de 1919,.

## Bomber Command
Il s'est reformé à la RAF Bircham Newton le 1er juin 1923 comme un escadron de bombardiers lourds de nuit, équipé de Vickers Vimy, gardant ce rôle avec une succession d'appareils pendant l'entre-deux-guerres. Il a commencé à recevoir le bombardier Vickers Virginia, le 22 mai 1924, le premier escadron de la RAF à opérer sur Virginia, bien qu'il ait gardé les derniers Vimy jusqu'en avril 1927. En 1927 , il a été déplacé à la base RAF Worthy Down (en), sous le commandement de Charles Portal, qui deviendra plus tard chef d'état-major de la Force aérienne pendant la Seconde Guerre mondiale. En 1932, Frederick Higginson , qui est devenu un as de combat dans la Seconde Guerre mondiale, a été assigné en tant que mitrailleur à l'escadron,.
L'escadron a acquis la réputation d'être l'un des principaux escadrons de bombardiers lourds de la RAF, remportant le Lawrence Minot Memorial Bombing Trophy à six reprises entre 1927 et 1933 et en 1934 partagé avec le 54e Esquadron, atteignant une erreur moyenne de 40 verges (37 m). À moment, le Virginia était obsolète, et en avril 1935 , ils ont été remplacés par le plus moderne Handley Page Heyford, avec lequel il a gagné encore une fois le trophée Laurent Minot en 1935. Une partie de l'escadron a été scindée en octobre 1935 pour former le 102e Escadron , tandis que le reste déménagea à la base RAF Finningley (en) en septembre 1936. En avril 1937, l'escadron reçut quatre Vickers Wellesley et a de nouveau été scindé pour former le 76e Escadron (en) .
En mars 1938, il remplace ses biplans Heyford par des monoplans Armstrong Whitworth Whitley. Il fut rééquipé en avril 1939, avec des bombardiers Handley Page Hampden en remplacemenr des Whitley. En juin 1939, il devint une unité d'entraînement préparant les équipages du 5e Groupe (en) équipé de Hampden,.

## Seconde Guerre mondiale
Au début de la Seconde Guerre mondiale, il continua d'être utilisé pour l'entraînement des équipages de bombardiers puis dissout le 4 avril 1940 lorsqu'il fusionna avec le 76e Escadron pour former l'OTU no 16.
Le 1er août 1940, il a été réformé, devenant ainsi le premier escadron doté du nouveau Short Stirling, bombardier lourd et la première escadrille de la RAF à exploiter des bombardiers à quatre à moteur au cours de la Seconde Guerre mondiale, effectuant les premiers raids de bombardement dur des depôts de carburant pour les chars près de Rotterdam dans la nuit du 10 au 11 février 1941,. Il a effectué les 1000 raids de bombardier sur Cologne , Essen et Brême en mai et juin 1942. Il a été transféré à la Pathfinder Force en août 1942, avec pour mission de trouver et de marquer les cibles des bombardiers de la Force Principale du Bomber Command. Il a été rééquipé de l'Avro Lancaster à partir du 11 mai 1943, effectuant sa première mission avec le Lancaster le 12 juillet 1943. Il a continué dans le rôle de Pathfinder jusqu'à la fin de la guerre en Europe. Il a effectué sa dernière mission de bombardement le 25 avril 1945 contre Wangerooge et a largué de la nourriture aux civils affamés des Pays-Bas en mai. Alors qu'il était prévu d'envoyer le 7e Escadron vers l'Extrême-Orient pour rejoindre la Tiger Force pour des attaques aériennes contre le Japon, la guerre s'est terminée avant que l'escadron ne soit déplacé.
L'escadron a effectué 5060 sorties opérationnelles avec la perte de 165 avions.

## Après-guerre
Après la Seconde Guerre mondiale, il a été équipé de bombardiers Avro Lincoln, une mise à jour du Lancaster. Basé à RAF Upwood (en), le Lincoln a été pendant plusieurs années le bombardier de première ligne de la guerre froide. Il a été utilisé dans Insurrection communiste malaise, au Moyen-Orient, dans les États de la Trêve (les Emirats) et ensuite à Aden. L'escadron a été dissous le 2 janvier 1956 avant de se réformer avec le Vickers Valiant à la RAF Honington dans le Suffolk en décembre de la même année, opérant dans le rôle de bombardier stratégique jusqu'à sa dissolution en 1962. L' escadron no 7 devait être réformé avec quatre General Dynamics F-111, mais cela a été mis à l'écart lorsque le F-111K a été annulé. Il a finalement été réformé en 1970, cette fois en tant qu'escadron de Remorqueur de cibles volant sur English Electric Canberra jusqu'en janvier 1982.

## Sur hélicoptères
L'escadron s'est rapidement réformé dans le rôle d'hélicoptère de soutien, recevant des hélicoptères Chinooks HC.1 (en) en septembre 1982 et exploite aujourd'hui cinq des hélicoptères. Le Chinook HC.2 (en), équivalent au CH-47D de l' armée américaine, a commencé à entrer dans le service à la RAF en 1993. Le 7e Escadron a participé au déploiement du Royaume-Uni dans le Golfe à la suite de l'invasion irakienne du Koweït. 15 HC.1 ont été envoyés des escadrons no 7 et no 18. Le 2 juin 1994, un Chinook HC2 (ZD576) du 7e Escadron s'est écrasé sur le Mull of Kintyre alors qu'il transportait 25 membres supérieurs des forces de sécurité britanniques de la base d'Aldergrove (en), Belfast à Inverness.. Tous les passagers et les quatre membres d'équipage ont été tués.

## Rôle actuel
En avril 2001, le 7e Escadron de la RAF et le 657e Escadron AAC sont devenus membres de l'Escadre de l'aviation des forces spéciales interarmées (en)(JSFAW) dont le rôle est de soutenir les forces spéciales du Royaume-Uni.

## Avion exploité
| De            | À            | Avion                        | Version    |
| ------------- | ------------ | ---------------------------- | ---------- |
| Mai 1914      | Août 1914    | Maurice Farman MF.7 Longhorn |            |
| Mai 1914      | Août 1914    | BE.8                         |            |
| Mai 1914      | Août 1914    | Sopwith Tabloid              |            |
| Sept 1914     | Oct 1914     | Farman HF.20                 |            |
| Sept 1914     | Oct 1914     | Morane-Saulnier H            |            |
| Sept 1914     | Oct 1914     | Blériot XI                   |            |
| Sept 1914     | Avr 1915     | Avro Type E                  |            |
| Sept 1914     | Avr 1915     | Vickers FB Gun Carrier       |            |
| Oct 1914      | Sept 1915    | Royal Aircraft Factory RE5   |            |
| Avr 1915      | Sept 1915    | Voisin LA                    |            |
| Juin 1915     | Juin 1916    | Bristol Scout                |            |
| Juil 1915     | Fév 1917     | Royal Aircraft Factory BE2   | BE.2c      |
| Déc 1915      | Déc 1915     | Morane-Saulnier LA           |            |
| Mai 1916      | Oct 1916     | Royal Aircraft Factory BE.2  | BE.2d      |
| Oct 1916      | Juin 1917    | Royal Aircraft Factory BE.2  | BE.2e      |
| Déc 1916      | Mai 1917     | Royal Aircraft Factory BE.2  | BE.2f      |
| Déc 1916      | Juin 1917    | Royal Aircraft Factory BE.2  | BE.2g      |
| Mai 1917      | Oct 1919     | Royal Aircraft Factory RE.8  |            |
| Juin 1923     | Avr 1927     | Vickers Vimy                 |            |
| Mai 1924      | Mai 1925     | Vickers Virginie             | Mk.III     |
| Sept 1924     | Fév 1927     | Vickers Virginie             | Mk.II      |
| Sept 1924     | Juin 1925    | Vickers Virginie             | Mk.IV      |
| Jan 1925      | Mai 1926     | Vickers Virginie             | Mk.V       |
| Juin 1925     | Août 1926    | Vickers Virginie             | Mk.VI      |
| Mai 1927      | Jan 1933     | Vickers Virginie             | Mk.VII     |
| Sept 1927     | Août 1933    | Vickers Virginie             | Mk.IX      |
| Nov 1928      | Mars 1936    | Vickers Virginie             | Mk.X       |
| Mars 1935     | Avr 1938     | Handley Page Heyford         | Mk.II      |
| Mars 1936     | Avr 1938     | Handley Page Heyford         | Mk.III     |
| Avr 1937      | Avr 1938     | Vickers Wellesley            |            |
| Mars 1938     | Déc 1938     | Armstrong Whitworth Whitley  | Mk.II      |
| Nov 1938      | Mai 1939     | Armstrong Whitworth Whitley  | Mk.III     |
| Mars 1939     | Avril 1940   | Avro Anson                   | Mk.I       |
| Avr 1939      | Avr 1943     | Handley Page Hampden         |            |
| Août 1940     | Août 1943    | Court Stirling               | Mk.I       |
| Mars 1943     | Août 1943    | Court Stirling               | Mk.III     |
| Mai 1943      | Août 1945    | Avro Lancaster               | Mks.I, III |
| Août 1945     | Jan 1950     | Avro Lancaster               | B.1 (FE)   |
| Août 1949     | Déc 1955     | Avro Lincoln                 | B.2        |
| Novembre 1956 | Sept 1962    | Vickers Valiant              | B (PR) .1  |
| Jan 1957      | Sept 1962    | Vickers Valiant              | B.1        |
| Jan 1957      | Sept 1962    | Vickers Valiant              | B (K) .1   |
| Août 1961     | Mai 1962     | Vickers Valiant              | B (PR) K.1 |
| Mai 1970      | Jan 1982     | Anglais électrique Canberra  | TT.18      |
| Déc 1970      | Oct 1975     | Anglais électrique Canberra  | B.2        |
| Sept 1982     | Février 1994 | RAF Chinook                  | HC.1       |
| Sept. 1993    | Oct 2012     | RAF Chinook                  | HC.2       |
| Oct 2012      | 2015         | RAF Chinook                  | HC.4       |
| 2015          | Présent      | RAF Chinook                  | Mk 6       |